# San Julián de los flamencos (título cardenalicio)
San Julián de los flamencos es un título cardenalicio diaconal de la Iglesia Católica. Fue instituido por el papa Juan Pablo II en 1994.

## Titulares
- Jan Pieter Schotte, C.I.C.M. (26 de noviembre de 1994 - 10 de enero de 2005)
- Vacante (2005-2010)
- Walter Brandmüller (20 de noviembre de 2010)